# 12:08 East of Bucharest
12:08 East of Bucharest (romanès: A fost sau n-a fost?) és un film romanès del 2006 dirigit per Corneliu Porumboiu que critica i posa en qüestió la revolució romanesa de 1989. La pel·lícula va guanyar la Càmera d'Or al Festival de Canes.

## Argument
La història del film transcorre a la ciutat de Vaslui, que es prepara per celebrar el Nadal setze anys després de la revolució del 1989 que va fer caure el règim comunista i el seu líder Nicolae Ceauşescu, mort executat.
El director de la televisió local, Virgil Jderescu, decideix confrontar els ciutadans de la vila amb la seva pròpia història i amb l'ajuda del seu amic Piscoci, un ancià jubilat, i Manescu, un professor d'història, organitza un debat televisat per tal de reflexionar sobre el passat i qüestionar-se si la seva ciutat va participar en la revolució o no. L'escena de l'insuls i pobre debat -a càmera fixa única- ocupa la major part de la pel·lícula i mostra la irreparable desavinença entre dos contendents que semblen no viure a la mateixa ciutat: mentre que l'un afirma que es va produir una protesta contra Ceauşescu abans que fugís, l'altre insisteix exactament en el contrari. A banda de la incerta conclusió, les gairebé absents intervencions telefòniques pels televidents posen també de manifest l'escepticisme i indiferència amb la qual el debat és acollit a la vila.

## Sobre la pel·lícula
El títol de la pel·lícula fa referència a la localitat on transcorre la història -a la ciutat de Vaslui ubicada a l'est de Romania- i a l'hora en què Nicolae Ceauşescu va fugir per intentar escapar-se de la revolució, a les 12.08 h del migdia el 22 de desembre de 1989.
El títol original de la pel·lícula no ha estat respectat en la seva traducció a altres llengües, ja que la seva traducció literal significa "n'hi va haver o no?", en referència a la qüestió principal del film: si Vaslui va tenir algun paper a la revolució de 1989 o no.

## Repartiment
- Mircea Andreescu
- Teodor Corban
- Ion Sapdaru
- Cristina Ciofu

## Premis
- Festival Internacional de Cinema de Canes de 2006: Càmera d'Or.[3]
- Festival de cinema jove d'Europa de l'Est de Cottbus 2006: premi especial a la millor contribució artística.
- Premi de cinema europeu 2006: nominació al premi pel millor escenari.
- Independent Spirit Award 2007: nominació al premi de millor film estranger.
- Festival Internacional de Cinema de Transsilvània 2006: premi del públic, premi al millor film romanès i trofeu Transsilvània.
- Festival Internacional de Cinema Històric de Pessac 2006: premi del jurat estudiant.

## Altres pel·lícules del mateix director
- Poliţist, Adjectiv (2009)